# جوایز تی‌وی‌ان۱۰
جوایز تی‌وی‌ان ۱۰ (انگلیسی: tvN10 Awards) یک مراسم اهدای جوایز برای بهترین‌های تلویزیونی، برنامه‌ریزی شده توسط تی‌وی‌ان، یک شبکه تحت لوای سی‌جی ئی اند ام است. این مراسم در مرکز نمایشگاه بین‌المللی کره در ایلسانسئو-گو، گویانگ، استان گیئونگی در ۹ اکتبر ۲۰۱۶ برگزار شد و توسط کانگ هو-دونگ و شین دونگ-یوپ مجری گری شد.

## پیش زمینه
مراسم افتتاحیه، بخشی از جشنوارهٔ تی‌وی‌ان ۱۰، یک جشن برای بزرگداشت ۱۰ سالگی پخش شبکهٔ کابلی تی‌وی‌ان بود. نامزدها از بین درام‌ها، برنامه‌های کمدی و وریتی شوهایی انتخاب شدند که از اکتبر ۲۰۰۶ تا سپتامبر ۲۰۱۶ به روی آنتن تی‌وی‌ان رفتند.